# Heimattreue Erfurter
Die Vereinigung Heimattreuer Erfurter war ein Zusammenschluss von ehemaligen Erfurter Bürgern, die aus der Sowjetischen Besatzungszone und der DDR nach Westdeutschland übergesiedelt waren. Sie existierte von 1960 bis 1992. Als Publikation erschien von 1961 bis 1992 halbjährlich der Erfurter Heimatbrief.

## Geschichte
Ab 1945 verließen Tausende von Erfurtern, darunter viele aus dem Bildungs- und Besitzbürgertum, aus politischen und wirtschaftlichen Gründen ihre Heimatstadt und ließen sich in den westlichen Besatzungszonen bzw. der Bundesrepublik Deutschland nieder. 1961 wurde die Zahl der übergesiedelten Erfurter auf 22.000 in Westdeutschland und West-Berlin geschätzt.
Der West-Berliner Jurist Selmar Bühling, der bis 1949 in Erfurt als Rechtsanwalt tätig gewesen war, erließ am 27. August 1960 einen Berliner Aufruf zum Zusammenschluss aller im Bundesgebiet, in West-Berlin und im westlichen Ausland lebenden Erfurter. Dieser Aufruf gilt als Gründungsurkunde der Vereinigung Heimattreue Erfurter. Die am Treffen der Bundeslandsmannschaft Thüringen in Coburg am 1. und 2. Oktober 1960 teilnehmenden Erfurter beschlossen, diesen Zusammenschluss zu fördern und Namen und Adressen durch Heimatkreisbetreuer/Vertrauensleute zu erfassen. Diese wurden von Bühling in einer zentralen "Heimatkartei" zusammengefasst. Eine eigene Gründungsversammlung der HE hat nicht stattgefunden. Vorsitzender der Vereinigung wurde Selmar Bühling. Dieser war zusammen mit dem Verleger Heinz Heise der Begründer der Erfurter Heimatbriefe und deren Herausgeber und alleinverantwortlicher Redakteur bis 1977. Das erste dieser von nun an halbjährlich bis 1992 erscheinenden Hefte wurde im Februar 1961 in 2.400 Exemplaren gedruckt und verteilt.

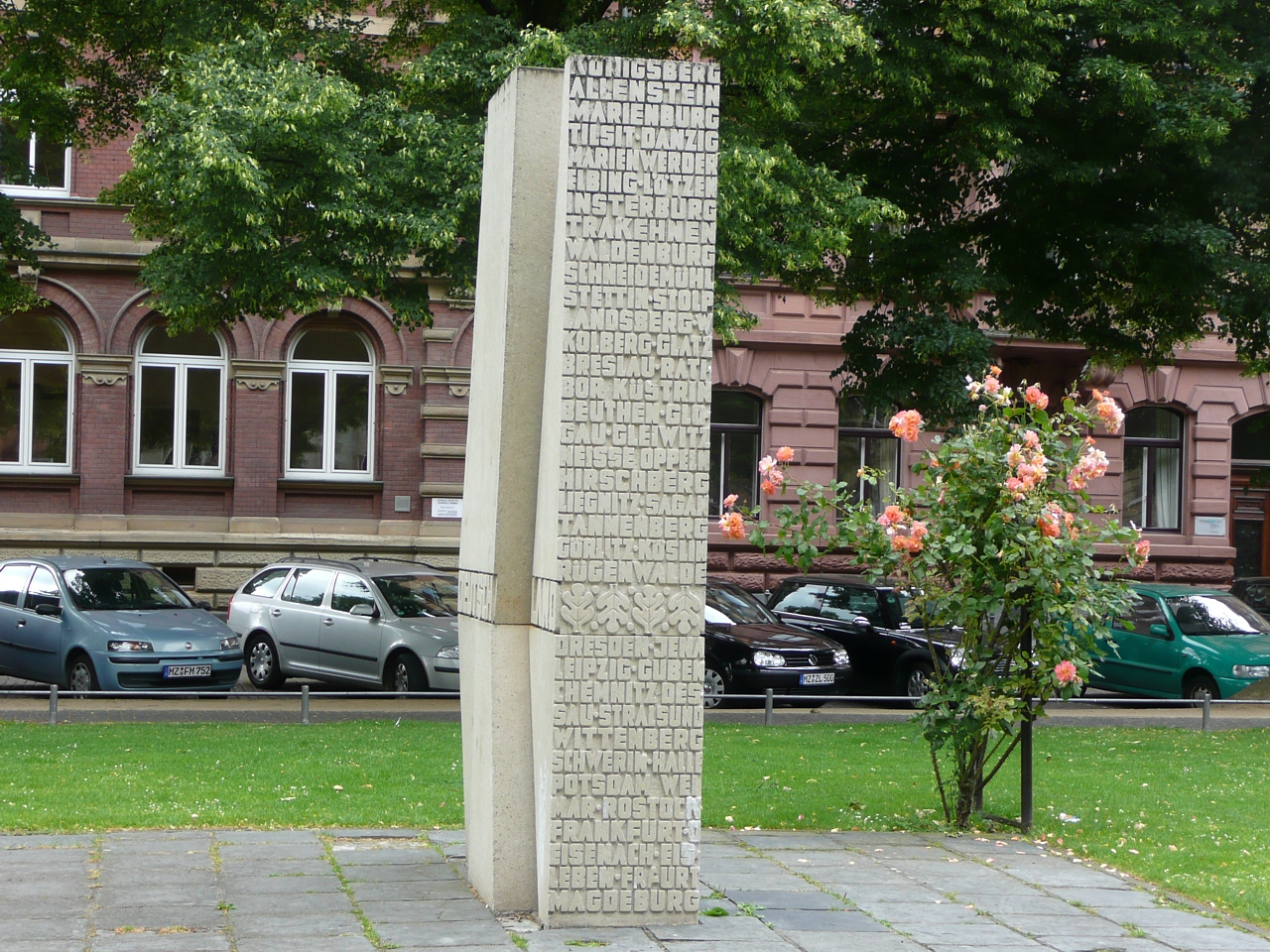
Gedenkstein des gespaltenen Deutschland (von 1961) in Mainz

Alle zwei Jahre fanden Treffen der Heimattreuen Erfurter in Mainz, einige auch in Rothenburg ob der Tauber statt. In Mainz wurde immer ein Kranz am Gedenkstein des gespaltenen Deutschland am Rheinufer niedergelegt. Einkommenschwachen Erfurtern wurde die Teilnahme aus Spendenmitteln ermöglicht. Beim zweiten Treffen im September 1963 zählte man mit 3.200 die höchste Teilnehmerzahl. 1964 umfasste das Adressenverzeichnis schon 7.000 Familiennamen (in den 1970er Jahren über 27.000 Personen) von aus Erfurt in den Westen übergesiedelten Personen. Im November 1964 wurde durch die HE die seit 1934 bestehende Wein-Partnerschaft von Erfurt mit dem großen Winzerdorf Bechtheim erneuert und von nun an mit einem jährlich am 10./11. November stattfindenden Martins-Laternen-Fest wie in Erfurt begangen. Am Treffen 1965 nahm auch der 1946 letzte frei gewählte Erfurter Oberbürgermeister Paul Hach teil, der von der SED mit sowjetischer Rückendeckung abgesetzt und inhaftiert worden war. 1965 übernahm die Stadt Mainz die Patenschaft über die Vereinigung Heimattreue Erfurter. Am Treffen der Vereinigung in Mainz 1971 nahmen auch viele Rentner aus Erfurt teil. 1972 sprach Selmar Bühling von „den ständig Heutigen, die die deutsche Spaltung für unabänderlich halten“. Die Heimattreuen Erfurter kamen auch in Regionalgruppen und zu Schülertreffen der Absolventen der großen Erfurter Schulen zusammen.
Nach Bühlings Tod 1977 wurde Hans Bimboese zu seinem Nachfolger als Vorsitzender gewählt, die Redaktion der Erfurter Heimatbriefe übernahm Carl Haußknecht. 1980 wurde Robert Trauernicht  Vorsitzender. 1981 konnte die durch Lorenz Drehmann katalogisierte Sammlung von Erfurtensien durch die Heimattreuen Erfurter an die Stadtbibliothek Mainz übergeben werden. 1983 wurde Drehmann auf dem 12. Treffen der Heimattreuen Erfurter zum Vorsitzenden gewählt. Beim 13. Treffen 1985 wurde der Austritt aus der Bundeslandsmannschaft Thüringen und die Umwandlung in die Rechtsform eines eingetragenen Vereins beschlossen, unter Beibehaltung partnerschaftlicher Beziehungen zu dieser.
Das 15. Treffen im Oktober 1989 mit 100 Teilnehmern stand ganz im Zeichen der Nachrichten über die beginnende Friedliche Revolution auch in Erfurt. Im Juni 1991 informierte Lorenz Drehmann darüber, dass die Heimattreuen Erfurter die Kosten der Renovierung des Minervabrunnens auf dem Domplatz übernehmen würden. Das erneuerte Denkmal konnte 1992 der Stadt Erfurt übergeben werden. 1991 wurde der Vorsitzende der Heimattreuen Erfurter, Lorenz Drehmann, zum Ehrenmitglied des 1990 wiedergegründeten Verein für die Geschichte und Altertumskunde von Erfurt gewählt. 1991 wurde die Selbstauflösung der Vereinigung zum 31. Dezember 1992 beschlossen.
Die Vereinigung Heimattreue Erfurter hat seit ihrem Bestehen bis 1989 immer inoffizielle Kontakte nach Erfurt gepflegt, ohne die die aktuellen Berichte aus der Stadt in den Heimatbriefen nicht möglich gewesen wären. Dazu gehörte oft auch Mut der in Erfurt verbliebenen Bürger. Die Vereinigung nahm insbesondere auch kritischen Anteil an den erheblichen baulichen Veränderungen im Erfurter Stadtbild im Laufe der Jahrzehnte.
Unter dem Decknamen „Bund“ unterlag die Vereinigung Heimattreue Erfurter seit mindestens 1966 der „operativen Bearbeitung“ durch das MfS.
Das Vermögen der Vereinigung Heimattreue Erfurter wurde 1992 in die „Stiftung Heimattreue Erfurter“ überführt. Diese fördert wissenschaftliche Arbeiten zur Geschichte der Stadt, besonders im 20. Jahrhundert. Die Stiftung hat zur Restaurierung der Domgesangsvereinsfahne Erfurt, von Lutherdrucken und der großen Erfurter Domglocke „Gloriosa“ beigetragen. Das Vermögen der Vereinigung stammte aus Spenden, es wurden keine Vereinsbeiträge und kein Bezugsgeld für die Heimatbriefe erhoben.